# Luke Thomas (football, 1999)
Luke Thomas, né le 19 février 1999 à Soudley en Angleterre, est un footballeur anglais qui évolue au poste d'ailier droit avec les Bristol Rovers.

## Biographie

### Débuts professionnels
Passé par West Bromwich Albion Luke Thomas joue ensuite pour Cheltenham Town. En juillet 2015 il fait un essai avec le Benfica Lisbonne où il ne signe finalement pas, et il rejoint Derby County le 20 janvier 2016. C'est avec ce club qu'il fait ses débuts en professionnels le 21 novembre 2017, en entrant en jeu lors d'une rencontre de Championship contre les Queens Park Rangers. Son équipe s'impose par deux buts à zéro ce jour-là.

### Coventry City
Après avoir signé un nouveau contrat avec Derby County d'une durée de quatre ans le 6 août 2018, Luke Thomas est prêté dix jours plus tard à Coventry City, club de League One.

### Barnsley FC
Le 13 juin 2019 est annoncé le transfert de Luke Thomas au Barnsley FC, club de Championship avec qui il s'engage pour quatre ans. Il fait sa première apparition sous ses nouvelles couleurs le 3 août 2019, lors de la première journée de la saison 2019-2020 face au Fulham FC. Titulaire ce jour-là, il se fait remarquer en inscrivant le but de la victoire, et donc son premier pour Barnsley (1-0).
Le 19 janvier 2021 il rejoint Ipswich Town.
Le 10 juillet 2021, il est prêté à Bristol Rovers. Il joue son premier match pour le club le 7 août 2021 contre Mansfield Town. Il est titularisé et son équipe s'incline par deux buts à un.
Le 24 juin 2023, il rejoint Bristol Rovers.